# سفارت آلبانی در لندن
سفارت آلبانی در لندن (به انگلیسی: Embassy of Albania) یک منطقهٔ مسکونی و نمایندگی سیاسی این کشور در بریتانیا است که در شهر وست‌مینستر واقع شده‌است.